# Димитрије Караман
Димитрије Караман (Липова, Арад, око 1500-Липова, Арад, после 1555) био је рани српски песник и гуслар.
О најранијем познатом српском гуслару говори 1551. године мађарски историчар Себестиен Тиноди Лантос, који је у својим Летописима написао:
Постоји много гуслара овде у Мађарској, али ниједан није бољи у српском стилу од Димитрија Карамана...
Поред тога, описује извођење, објашњавајући да гуслар седи и држи гусле међу коленима, повлачи по жицама у изузетно емотивном уметничком наступу, са тужним и посвећеним изразом лица. Караман се није ограничио на своје гусле, већ је такође био војник и често је учествовао у биткама против Османских Турака Сулејмана Величанственог који су тада угрожавали Западну Европу.